# Mistrzostwa Świata w Piłce Ręcznej Mężczyzn 2007 (składy)
Składy drużyn uczestniczących w Mistrzostwach Świata w piłce ręcznej 2007

## Niemcy
| Nr | Imię i nazwisko     | Pozycja      | Data urodzenia | Klub                | Wzrost/Waga |
| -- | ------------------- | ------------ | -------------- | ------------------- | ----------- |
| 1  | Henning Fritz       | bramkarz     | 21.09.1974     | THW Kiel            | 189/89      |
| 2  | Pascal Hens         | rozgrywający | 26.03.1980     | HSV Hamburg         | 203/101     |
| 4  | Oliver Roggisch     | obrotowy     | 25.08.1978     | SC Magdeburg        | 202/112     |
| 5  | Dominik Klein       | skrzydłowy   | 16.12.1983     | THW Kiel            | 190/85      |
| 7  | Michael Haaß        | rozgrywający | 12.12.1983     | SG Kronau/Östringen | 194/100     |
| 8  | Sebastian Preiß     | obrotowy     | 08.02.1981     | TBV Lemgo           | 195/102     |
| 11 | Holger Glandorf     | rozgrywający | 30.03.1983     | HSG Nordhorn        | 195/88      |
| 12 | Johannes Bitter     | bramkarz     | 02.09.1982     | SC Magdeburg        | 205/113     |
| 13 | Markus Baur         | rozgrywający | 22.01.1971     | TBV Lemgo           | 190/96      |
| 14 | Christian Zeitz     | skrzydłowy   | 18.11.1980     | THW Kiel            | 186/92      |
| 15 | Torsten Jansen      | skrzydłowy   | 23.12.1976     | HSV Hamburg         | 185/89      |
| 17 | Andrej Klimovets    | obrotowy     | 18.06.1974     | SG Kronau/Östringen | 196/108     |
| 18 | Michael Kraus       | rozgrywający | 28.09.1983     | TBV Lemgo           | 187/95      |
| 19 | Florian Kehrmann    | skrzydłowy   | 26.07.1977     | TBV Lemgo           | 186/86      |
| 21 | Lars Kaufmann       | rozgrywający | 25.02.1982     | HSG Wetzlar         | 199/102     |
| 41 | Christian Schwarzer | obrotowy     | 23.10.1969     | TBV Lemgo           | 198/102     |

## Polska
| Nr | Imię i nazwisko      | Pozycja      | Data urodzenia | Klub                     | Wzrost/Waga |
| -- | -------------------- | ------------ | -------------- | ------------------------ | ----------- |
| 1  | Sławomir Szmal       | bramkarz     | 02.10.1978     | SG Kronau/Östringen      | 189/96      |
| 2  | Zbigniew Kwiatkowski | obrotowy     | 02.04.1985     | Wisła Płock              | 203/106     |
| 3  | Krzysztof Lijewski   | rozgrywający | 07.07.1983     | HSV Hamburg              | 198/96      |
| 4  | Patryk Kuchczyński   | skrzydłowy   | 17.03.1983     | Vive Kielce              | 182/85      |
| 5  | Mateusz Jachlewski   | skrzydłowy   | 27.12.1984     | Vive Kielce              | 185/88      |
| 6  | Grzegorz Tkaczyk     | rozgrywający | 22.12.1980     | SC Magdeburg             | 194/98      |
| 8  | Karol Bielecki       | rozgrywający | 23.01.1982     | SC Magdeburg             | 202/102     |
| 9  | Artur Siódmiak       | obrotowy     | 07.10.1975     | TuS Nettelstedt-Lübbecke | 192/104     |
| 11 | Damian Wleklak       | rozgrywający | 28.02.1976     | Wisła Płock              | 186/85      |
| 13 | Bartosz Jurecki      | obrotowy     | 31.01.1979     | SC Magdeburg             | 193/106     |
| 14 | Mariusz Jurasik      | skrzydłowy   | 04.05.1976     | SG Kronau/Östringen      | 192/96      |
| 15 | Michał Jurecki       | rozgrywający | 27.10.1984     | Vive Kielce              | 202/112     |
| 16 | Adam Weiner          | bramkarz     | 28.03.1975     | Wilhelmshavener SV       | 192/97      |
| 18 | Rafał Kuptel         | rozgrywający | 01.04.1974     | Wisła Płock              | 193/101     |
| 19 | Tomasz Tłuczyński    | skrzydłowy   | 19.04.1979     | TSV Hannover – Burgdorf  | 182/84      |
| 22 | Marcin Lijewski      | rozgrywający | 21.09.1977     | HSV Hamburg              | 197/102     |

## Dania
| Nr | Imię i nazwisko       | Pozycja      | Data urodzenia | Klub                   | Wzrost/Waga |
| -- | --------------------- | ------------ | -------------- | ---------------------- | ----------- |
| 1  | Kasper Hvidt          | bramkarz     | 06.02.1976     | Portland San Antonio   | 192/97      |
| 2  | Claus Møller Jakobsen | rozgrywający | 24.09.1976     | Ademar Leon            | 190/90      |
| 4  | Lasse Boesen          | rozgrywający | 18.09.1979     | KIF Kolding            | 193/97      |
| 5  | Per Leegard           | rozgrywający | 15.07.1983     | Viborg HK              | 193/95      |
| 6  | Lars T. Jørgensen     | rozgrywający | 03.02.1978     | Portland San Antonio   | 193/104     |
| 7  | Jesper Jensen         | rozgrywający | 30.10.1978     | Skjern Håndbold        | 188/92      |
| 9  | Lars Christiansen     | skrzydłowy   | 18.04.1972     | SG Flensburg-Handewitt | 182/88      |
| 10 | Lars Møller Madsen    | rozgrywający | 30.05.1981     | Skjern Håndbold        | 205/116     |
| 13 | Bo Spellerberg        | rozgrywający | 24.07.1979     | KIF Kolding            | 192/96      |
| 14 | Michael V. Knudsen    | obrotowy     | 04.09.1978     | SG Flensburg-Handewitt | 191/99      |
| 17 | Søren Stryger         | skrzydłowy   | 07.02.1975     | SG Flensburg-Handewitt | 188/85      |
| 18 | Anders Oechsler       | rozgrywający | 10.07.1979     | TV Grosswallstadt      | 198/103     |
| 19 | Jesper Nøddesbo       | obrotowy     | 23.10.1980     | KIF Kolding            | 199/104     |
| 20 | Peter Henriksen       | bramkarz     | 20.08.1972     | GOG Svendborg TGI      | 184/90      |
| 22 | Kasper Søndergaard    | rozgrywający | 09.06.1981     | KIF Kolding            | 195/94      |
| 24 | Hans Lindberg         | skrzydłowy   | 01.08.1981     | HSV Hamburg            | 188/88      |

## Francja
| Nr | Imię i nazwisko   | Pozycja      | Data urodzenia | Klub                | Wzrost/Waga |
| -- | ----------------- | ------------ | -------------- | ------------------- | ----------- |
| 1  | Yohann Ploquin    | bramkarz     | 31.05.1978     | Toulouse Union HB   | 189/100     |
| 2  | Jérôme Fernandez  | rozgrywający | 7.03.1977      | FC Barcelona Borges | 199/106     |
| 3  | Didier Dinart     | obrotowy     | 18.01.1977     | BM Ciudad Real      | 198/111     |
| 4  | Cédric Burdet     | rozgrywający | 15.11.1974     | Montpellier HB      | 195/101     |
| 5  | Guillaume Gille   | rozgrywający | 12.07.1976     | HSV Hamburg         | 192/97      |
| 6  | Bertrand Gille    | obrotowy     | 24.03.1978     | HSV Hamburg         | 187/98      |
| 8  | Daniel Narcisse   | rozgrywający | 16.12.1979     | VfL Gummersbach     | 189/92      |
| 11 | Olivier Girault   | skrzydłowy   | 22.02.1973     | Paris HB            | 183/87      |
| 12 | Daouda Karaboue   | bramkarz     | 11.12.1975     | Montpellier HB      | 197/95      |
| 13 | Nikola Karabatić  | rozgrywający | 11.04.1984     | THW Kiel            | 195/102     |
| 14 | Christophe Kempe  | obrotowy     | 2.05.1975      | Toulouse Union HB   | 193/105     |
| 16 | Thierry Omeyer    | bramkarz     | 2.11.1976      | THW Kiel            | 191/95      |
| 18 | Joël Abati        | skrzydłowy   | 25.04.1970     | SC Magdeburg        | 190/85      |
| 19 | Luc Abalo         | skrzydłowy   | 6.09.1984      | US Ivry HB          | 184/82      |
| 21 | Michaël Guigou    | skrzydłowy   | 28.01.1982     | Montpellier HB      | 179/80      |
| 23 | Sebastien Bosquet | rozgrywający | 24.02.1979     | Dunkerque HB        | 198/101     |